# Сыпатай-батыр
Сыпатай-батыр (каз. Сыпатай Әлібекұлы, 1781 — 1868) — казахский батыр, выходец из рода Ботпай племени Дулат Старшего жуза. Боролся с политикой Кокандского ханства.

## Биография
Сыпатай родился в 1781 году. Его отец был простым мастером, плёл плётки, изготавливал сапоги.
По словам акына Кенена Азербаева, Сыпатай имел крупное телосложение, находчивый ум и хорошие ораторские способности.
В начале XIX века кокандцы часто нападали на киргизские и казахские земли. Сыпатай, выросший, наблюдая за всем этим, ставит себе цель освободить родные земли от иноземных захватчиков. С юных лет у него получилось выгнать кокандских подручников, которые собирали дань с угнетённых людей.
Заручившись поддержкой батыров Тойшыбек и Диканбай, он внёс большой  вклад в освобождение южного Казахстана от кокандского ига. За это он получил уважение среди народа. На тот момент Кенесары-хан, который тоже вёл борьбу, был вытеснен с северной части ханства и вынужденно переместился на юг. Здесь Кенесары начинает проводить атаки против хивинских и кокандских крепостей.
Вдохновившись этой новостью, Сыпатай собирает единомышленников и тоже вступает в борьбу. Вскоре Сыпатай присоединился к Кенесары и стал его доверенным батыром.
У Сыпатая были хорошие отношения с кыргызами. Однажды, когда богатые чингизиды прогнали их с родных земель, Сыпатай и его брат бежали к кыргызам. Там они помогая кыргызам, участвовали в борьбе против кокандцев. Кыргызы отблагодарили их за это, выделив им скот и убежище. По этой причине когда Кенесары предпринял поход на кыргызов. Сыпатай не поддержал Кенесары хана и вместе со своим войском не стал подчиняться к Кенесары-хану.
В результате, когда Кенесары потерпел поражение, Сыпатай написал письмо российскому императору Александру II, в котором была просьба принять их земли в состав России.
В 1863 году власть Российской империи, у которой были свои интересы в Средней Азии, отдала приказ Михаилу Черняеву, находящемуся в то время в Верном, готовиться в поход на Кокандское ханство.
Власти Империи оценили труды Сыпатая. Сыпатаю были дарованы подарки, а так же присвоен воинский чин. Джамбул Джабаев, участвуя в айтысе с Кулмамбетом, воспевал его заслуги перед народом.
Сыпатай-батыр большую часть своей жизни посвятил борьбе с захватчиками.

## Память
- В 1991 году отмечалось 210 летие со дня рождения Сыпатай-Батыра. В селе Мерке Жамбылской области, был установлен памятник, в честь Сыпатай-батыра[4].

- Один из аулов Меркенского района Жамбылской области, назван в честь Сыпатай-батыра[2].